# ۱۱–۱۱-۱۱ (فیلم)
۱۱-۱۱-۱۱ فیلمی است محصول آمریکا با ژانر ترسناک، کارگردان این فیلم دارن لین بوسمن و بازیگران آن تیموثی گیبز، مایکل لندز، وندی گلن و جی لاروس می باشند. این فیلم در ۱۱ نوامبر ۲۰۱۱ منتشر گردید.